# Ermenegildo Florit
Ermenegildo Florit (5 de julho de 1901 - 8 de dezembro de 1985) foi um cardeal italiano da Igreja Católica Romana. Ele serviu como arcebispo de Florença de 1962 a 1977, e foi elevado ao cardinalato em 1965.

## Biografia
Ermenegildo Florit nasceu em Fagagna e freqüentou o seminário em Udine, o Pontifício Seminário Romano, o Pontifício Instituto Bíblico e a Pontifícia Universidade Lateranense, em Roma. Antes de concluir seus estudos em 1927, foi ordenado sacerdote em 11 de abril de 1925. Florit serviu como professor (1929-1954) e mais tarde decano da teologia e vice- reitor (1951-1954) na Pontifícia Universidade Lateranense, enquanto também fazendo trabalho pastoral em Roma. Em 1951, ele foi feito um cânone da Basílica de São Marcose, em 21 de agosto, um Prelado Doméstico de Sua Santidade.
Em 12 de julho de 1954, Florit foi nomeado arcebispo coadjutor de Florença e arcebispo titular de Hierapolis, na Síria. Ele recebeu sua consagração episcopal no dia 12 de setembro do cardeal Clemente Micara, com o arcebispo Luigi Traglia e o bispo Emilio Pizzoni servindo como co-consagradores, na Basílica de Latrão. Florit sucedeu a falecida Elia Dalla Costa como Arcebispo de Florença em 9 de março de 1962 e depois participou do Concílio Vaticano II.até 1965. Durante o Concílio, ele esteve fortemente envolvido com a elaboração de seu documento sobre a Revelação Divina.
O Papa Paulo VI criou-o Cardeal-Sacerdote de Regina Apostolorum no consistório de 22 de fevereiro de 1965. Em 1968, o Cardeal discutiu com o popular padre florentino Enzo Mazzi, cuja atitude rebelde os primeiros viam como uma ameaça à "unidade eclesiástica". Renunciando como arcebispo de Florença em 3 de junho de 1977, Florit foi um dos cardeais eleitores que participaram dos conclaves de agosto e outubro de 1978, que selecionaram os papas João Paulo I e João Paulo II, respectivamente.
Ele morreu em Florença, aos 84 anos, e está enterrado na Basílica de Santa Maria del Fiore.

## Outro
Florit uma vez fez uma cirurgia nos olhos.